# Фрунзе (Могилёвская область)
Фру́нзе (бел. Фрунзе) — деревня в составе Черноборского сельсовета Быховского района Могилёвской области Республики Беларусь.

## Население
- 2010 год — 8 человек